# Далтон, Мэтт
Мэтт Далтон (англ. Matt Dalton; 4 июля 1986, Клинтон, Онтарио, Канада) — канадский и корейский хоккеист, вратарь.

## Карьера
Мэтт Далтон начал карьеру в 2005 году в составе клуба Североамериканской хоккейной лиги «Бозмен Айс Догз», в составе которого в своём дебютном сезоне он стал лучшим игроком лиги, проведя на площадке 50 матчей с коэффициентом надёжности 1.61. До 2009 года Мэтт продолжал успешные выступления на студенческом уровне, после чего подписал контракт с клубом НХЛ «Бостон Брюинз». Тем не менее, сразу после подписания контракта Далтон был отправлен в АХЛ в клуб «Провиденс Брюинз». Мэтт так и не сумел пробиться в НХЛ, помимо «Провиденс» выступая также за клуб «Рединг Ройалз» из ECHL.
Летом 2011 года Далтон заключил соглашение с чеховским «Витязем». 25 ноября в матче против челябинского «Трактора» Мэтт принял участие в массовой потасовке на льду, подравшись со своим коллегой Майклом Гарнеттом. 26 января 2012 года в игре с казанским «Ак Барсом» Далтон получил травму крестообразных связок колена, после чего стало известно о том, что ему придётся пропустить остаток сезона.
Выступил за сборную Республики Корея на чемпионате мира в Польше в 2016 году.

## Достижения
- Лучший игрок NAHL 2006.
- Член символической сборной NAHL 2006.
- Лучший коэффициент надёжности и процент отражённых бросков NAHL 2006.
- Чемпион College Hockey America 2009.
- Чемпион Азиатской лиги: 2016
- Признан лучшим игроком плей-офф Азиатской лиги: 2016

## Статистика выступлений
Последнее обновление: 3 февраля 2012 года
|                 |                   |                 | Регулярный сезон | Регулярный сезон | Регулярный сезон | Регулярный сезон | Регулярный сезон | Плей-офф | Плей-офф | Плей-офф | Плей-офф | Плей-офф |
| Сезон           | Команда           | Лига            | Игр              | М                | ПШ               | «0»              | КН               | Игр      | М        | ПШ       | «0»      | КН       |
| --------------- | ----------------- | --------------- | ---------------- | ---------------- | ---------------- | ---------------- | ---------------- | -------- | -------- | -------- | -------- | -------- |
| 2005/06         | Бозмен Айс Догз   | NAHL            | 39               | 2315             | 63               | 9                | 1.63             | 11       | 658      | 17       | 2        | 1.55     |
| 2006/07         | Де-Мойн Баккэнирс | USHL            | 53               | 3030             | 143              | 5                | 2.83             | 8        | 540      | 14       | 1        | 1.56     |
| 2007/08         | Универ. Бемиджи   | NCAA            | 5                | 234              | 12               | 1                | 3.08             | —        | —        | —        | —        | —        |
| 2008/09         | Универ. Бемиджи   | NCAA            | 31               | 1862             | 68               | 2                | 2.19             | —        | —        | —        | —        | —        |
| 2009/10         | Рединг Ройалз     | ECHL            | 46               | 2735             | 158              | 1                | 3.47             | 16       | 955      | 48       | 0        | 3.02     |
| 2009/10         | Провиденс Брюинз  | АХЛ             | 6                | 332              | 18               | 0                | 3.25             | —        | —        | —        | —        | —        |
| 2010/11         | Рединг Ройалз     | ECHL            | 33               | 1970             | 94               | 3                | 2.86             | 7        | 420      | 22       | 1        | 3.15     |
| 2010/11         | Провиденс Брюинз  | АХЛ             | 16               | 863              | 46               | 2                | 3.20             | —        | —        | —        | —        | —        |
| 2011/12         | Витязь            | КХЛ             | 34               | 1791             | 104              | 0                | 3.48             | —        | —        | —        | —        | —        |
| Всего в КХЛ     | Всего в КХЛ       | Всего в КХЛ     | 34               | 1791             | 104              | 0                | 3.48             | —        | —        | —        | —        | —        |
| Всего в карьере | Всего в карьере   | Всего в карьере | 263              | 15132            | 706              | 23               | 2.80             | 42       | 2573     | 101      | 4        | 2.36     |